# Barbora Mokošová
Barbora Mokošová (née le 10 mars 1997 à Bratislava) est une gymnaste artistique slovaque.

## Carrière
Barbora Mokošová participe aux Jeux olympiques d'été de 2016 à Rio de Janeiro.
Elle est médaillée de bronze aux barres asymétriques aux Championnats d'Europe de gymnastique artistique féminine 2020 à Mersin.